# Benedict Campbell
Pour les articles homonymes, voir Campbell.

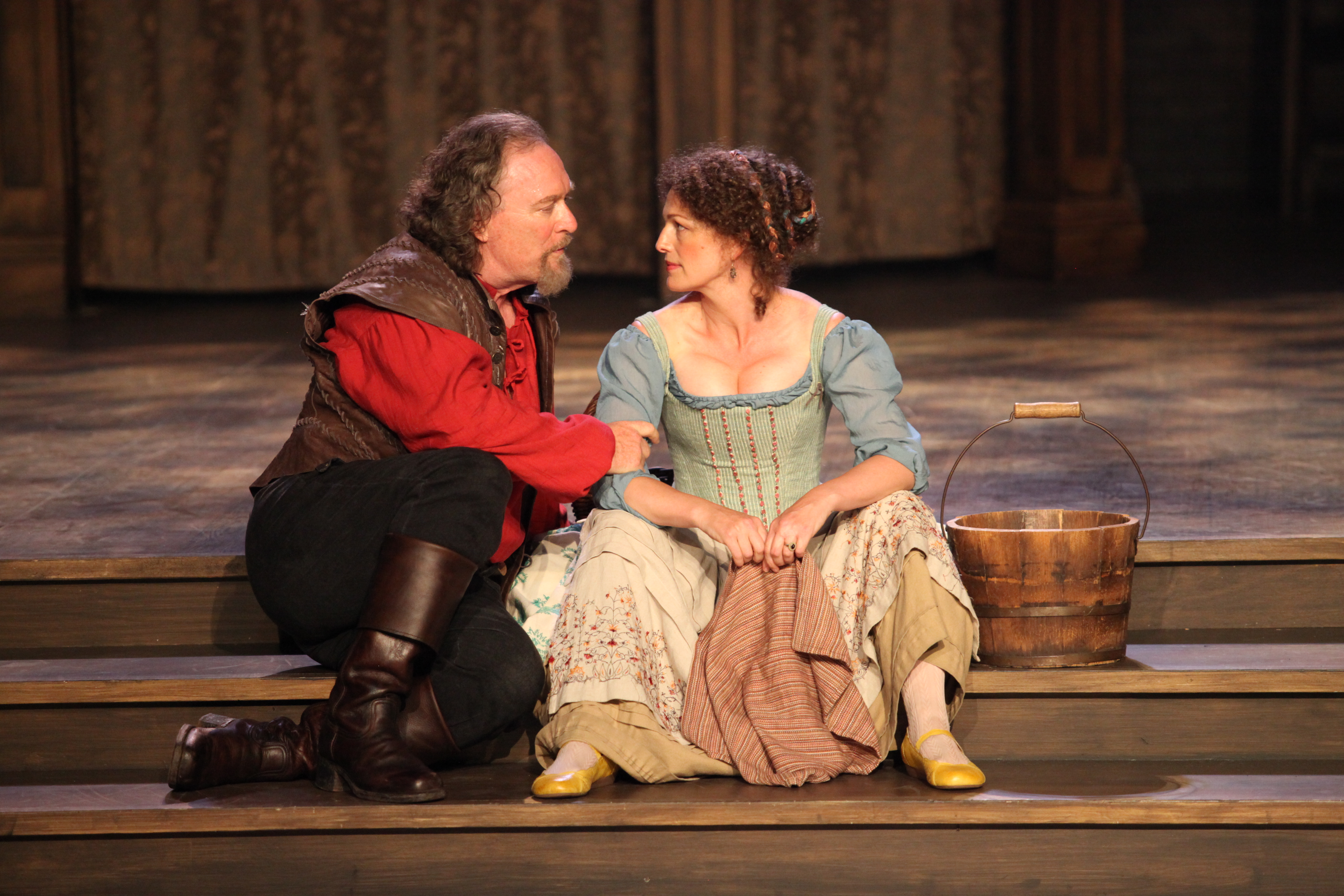
Benedict Campbell avec Jennifer Lines (2015)

Benedict (ou Ben) Campbell, né le 12 juin 1957 à Montréal, est un acteur canadien.

## Filmographie
- 1986 : The Boys from Syracuse (TV) : Dromio of Syracuse
- 1993 : Dieppe (série télévisée)Dieppe (TV) : Leigh-Mallory
- 1993 : Zero Patience
- 1995 : L'Invité de Noël (A Holiday to Remember) (TV) : Mr. Paul
- 1995 : Jake and the Kid (série télévisée) : Ben Osborne
- 1996 : L'Histoire sans fin ("Unendliche Geschichte, Die") (série télévisée) : Shadow Goblin (voix)
- 1996 : Les Graffitos (Stickin' Around) (série télévisée) : Mr. Coffin (1996-1998) (voix)
- 1997 : Donkey Kong Country (série télévisée) : King K. Rool (voix)
- 1997 : Chair de poule (Goosebumps) (TV) : Monsieur Benson (2 épisodes)
- 1998 : Fifi Brindacier (Pippi Longstocking) (série télévisée) : Capt. Longstocking (voix)
- 1999 : Redwall ("Redwall") (série télévisée) : Voice of Martin the Warrior / King Bull Sparra / Darkclaw (voix)
- 1999 : The Sheldon Kennedy Story (TV) : Brandon Player #1
- 2000 : Dracula: A Chamber Musical (TV) : Renfield
- 2000 : Mattimeo: A Tale of Redwall (série télévisée) : Stonefleck / Voice of Martin the Warrior (voix)
- 2003 : The Berenstain Bears (série télévisée) : Papa (voix)
- 2006 : Jane and the Dragon (série télévisée) : Sir Ivon Mackay, Chamberlain Milton Turnkey (voix)